# Brun vagtel
Den brune vagtel (Coturnix ypsilophora) er en australsk vagtelart, som også findes  på Ny Guinea og i det sydøstlige Indonesien. Den er blevet indført i Fiji og på New Zealand. Den er 17-20 cm lang og vejer 91 gram. Den lægger 7-10 æg, som den udruger på 14 dage.